# Ignacy Akerman

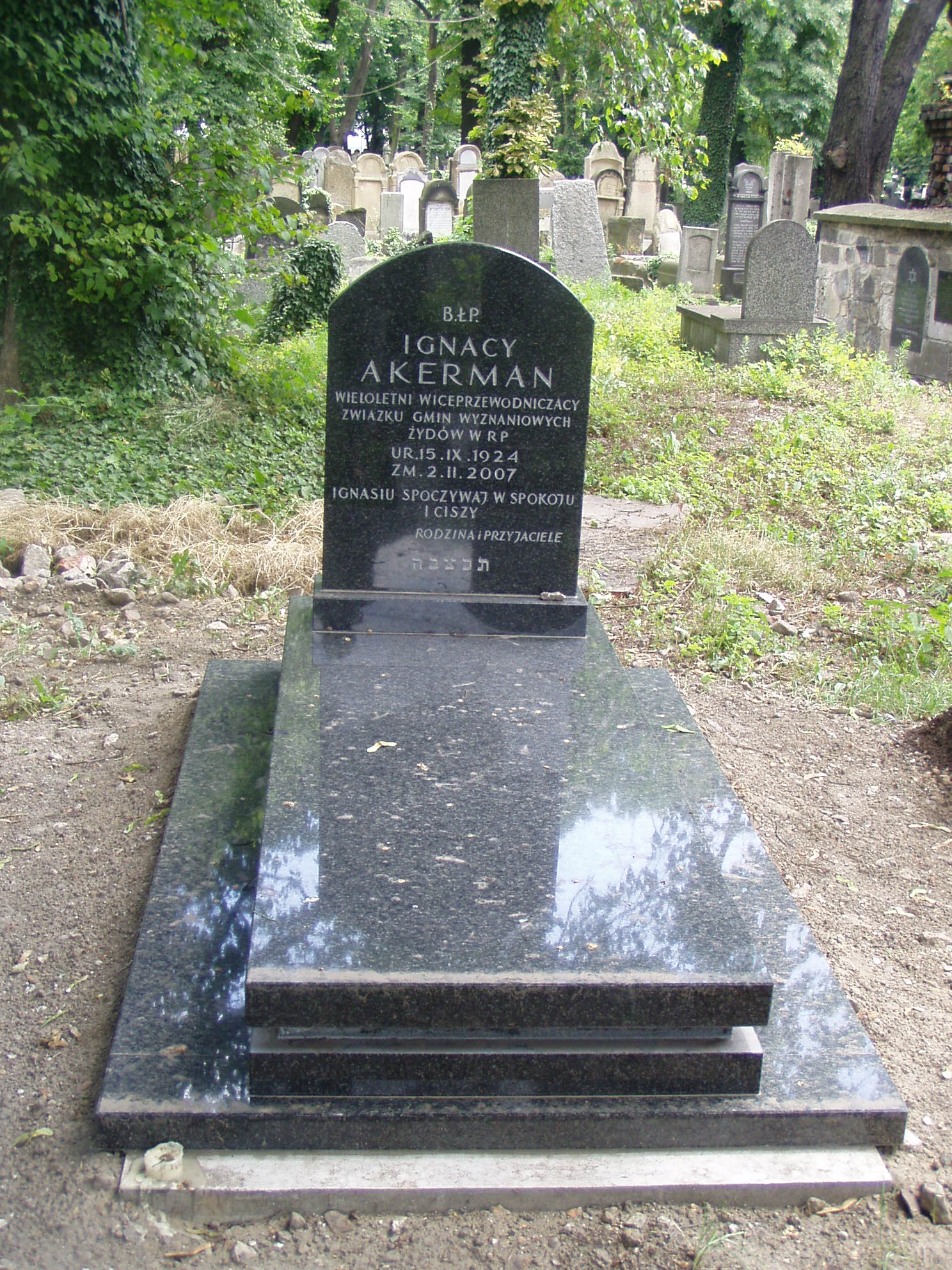
Grób Ignacego Akermana na nowym cmentarzu żydowskim w Krakowie

Ignacy Akerman (ur. 15 września 1924 w Krakowie, zm. 2 lutego 2007 w Krakowie) – polski działacz społeczności żydowskiej, wieloletni wiceprzewodniczący Związku Gmin Wyznaniowych Żydowskich w RP, wieloletni członek zarządu Gminy Wyznaniowej Żydowskiej w Krakowie.
Został pochowany 6 lutego na nowym cmentarzu żydowskim przy   ulicy Miodowej 55 w Krakowie.